# تيوفيلانديا
تيوفيلانديا بلدية في ولاية باهيا في المنطقة الشمالية الشرقية من البرازيل.